# Província de Isabel

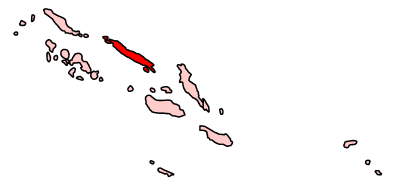
Mapa da Província de Isabel.

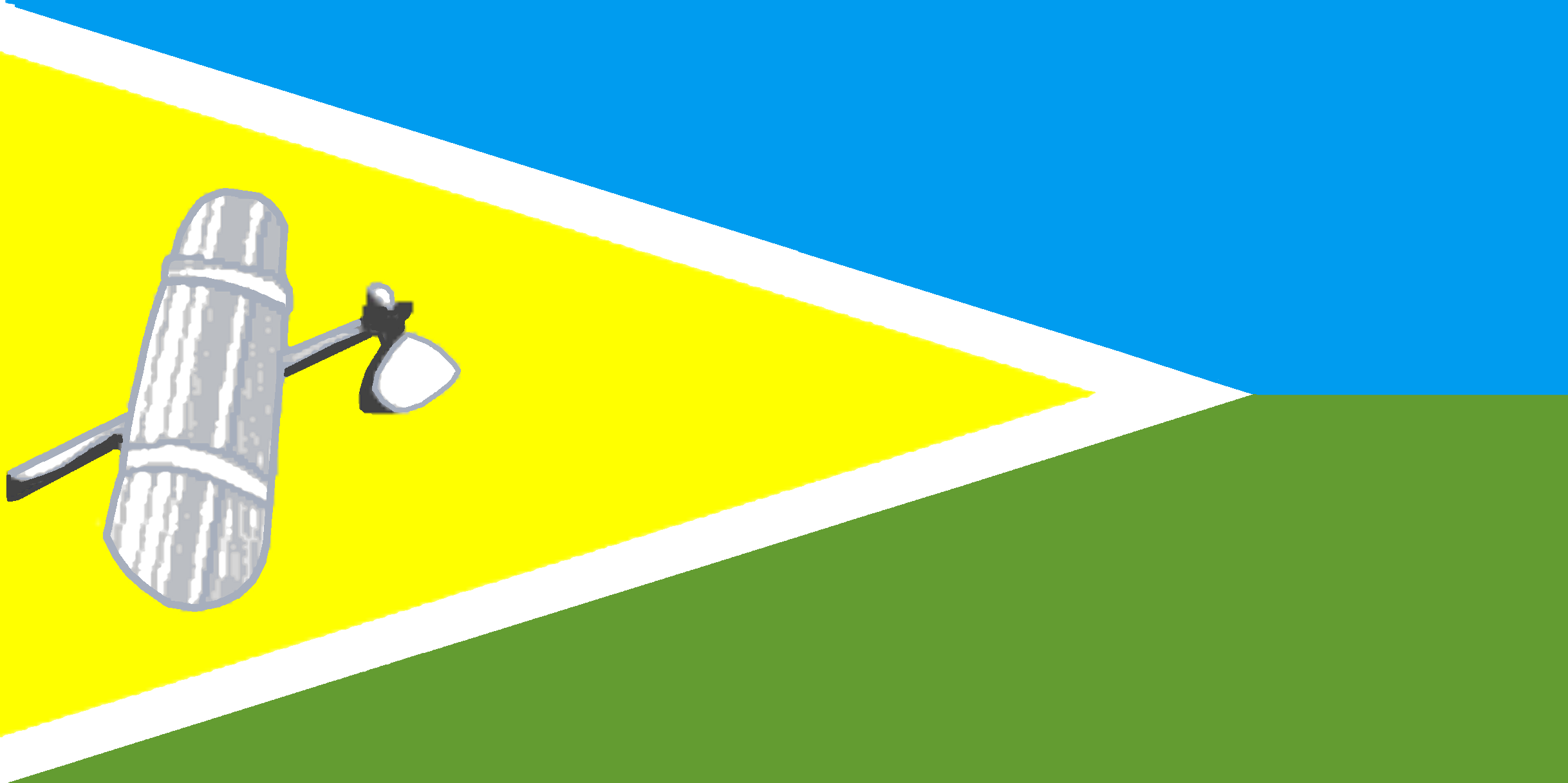
Bandeira da província de Isabel, Ilhas Salomão.

A Província de Isabel, por vezes também grafado como Ysabel é uma das nove províncias das Ilhas Salomão, no Oceano Pacífico. A sua capital é Buala, na ilha de Santa Isabel, que é mais longa das Ilhas Salomão. 
A província de Isabel é grande mas relativamente pouco povoada. Em 2009 tinha 26158 habitantes.
As ilhas ou grupos de ilhas que formam a província são:
- Arnarvon
- Kerehikapa
- Maleivona
- Ramos
- São Jorge
- Santa Isabel
- Sikopo
- Mahige